# 童兵

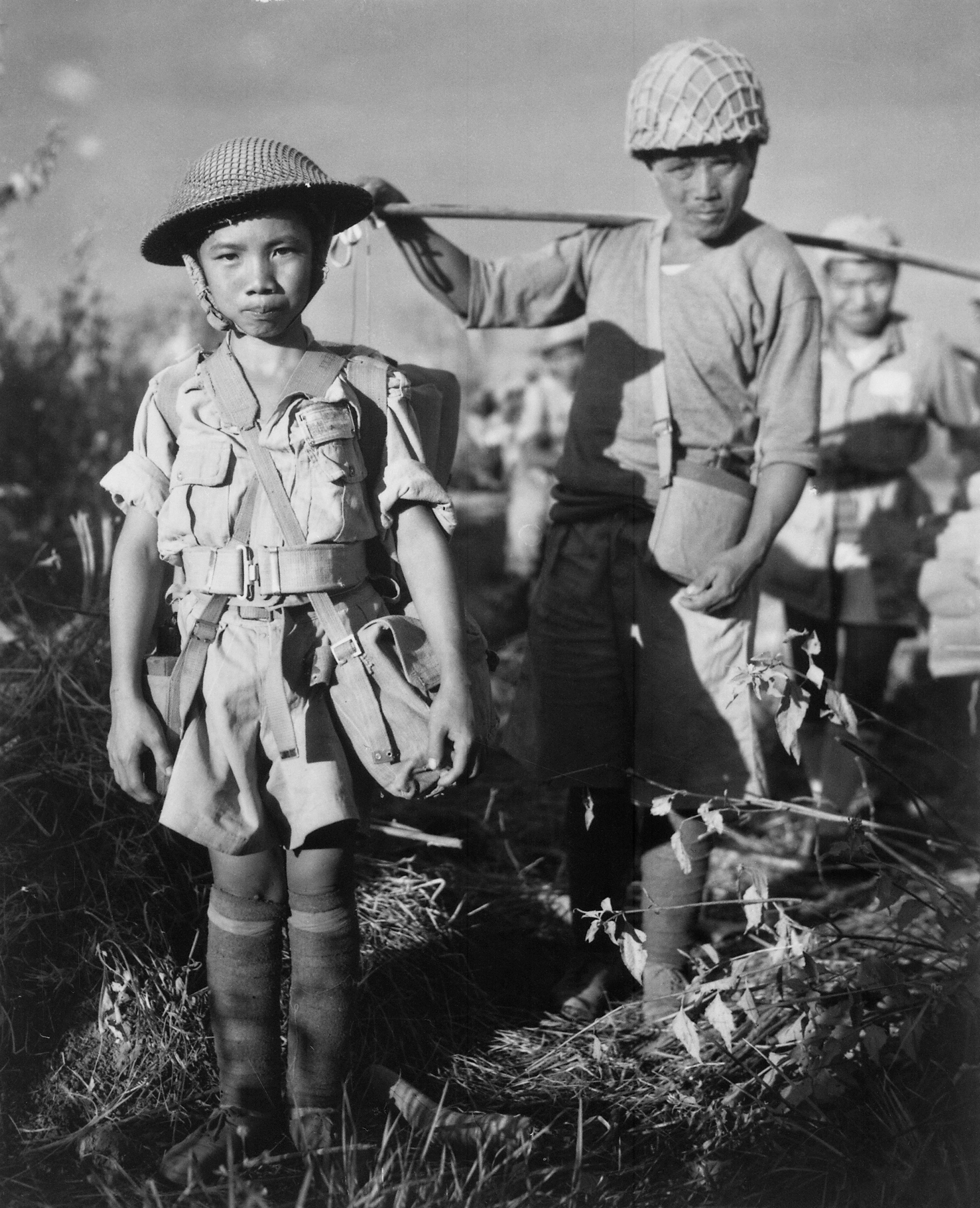
中國遠征軍的童兵，10歲，攝於1944年。

童兵即当兵的儿童，是一個負面詞彙，在许多地区征募和使用童兵是违法的。在2007年2月6日，来自58个国家的代表在法国首都巴黎签署《巴黎承诺》，承诺全力阻止征募和使用童兵。童兵是在軍事行動過程中使用的孩子，為了保護一個指定區或者提供宣傳。這有時被稱為犧牲兒童，雖然和宗教不相關。 有时也稱这些孩子為年輕戰士或者怠工者。2月12日的紅手日是一年一度對童兵作為在戰爭和武裝衝突方面的士兵的宣传，以期引起公開注意。

## 历史

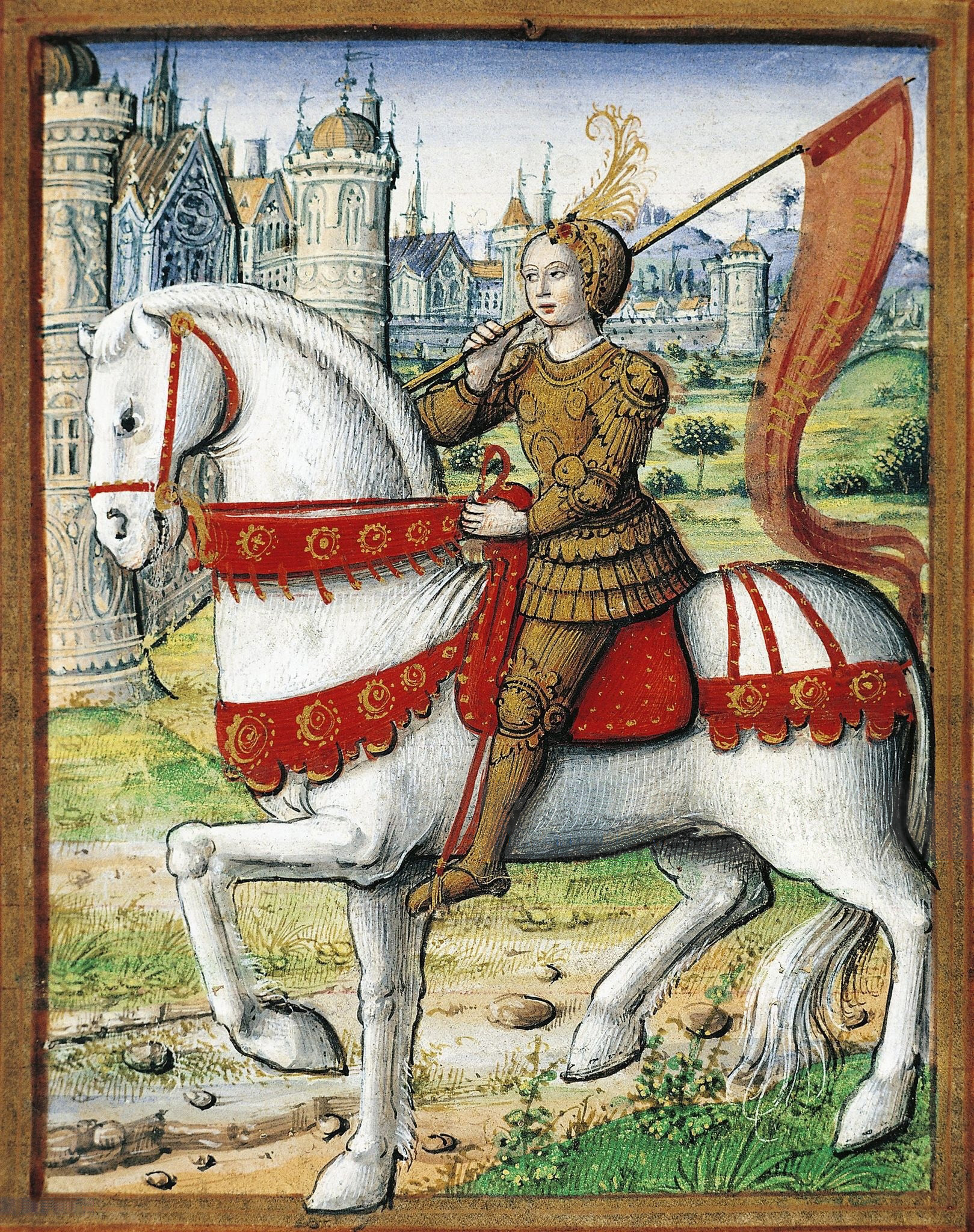
聖女貞德，出自1505年的手稿。她總是帶著她的軍旗進入戰場。目擊者也指出她攜帶的武器包括劍、長矛或斧頭。

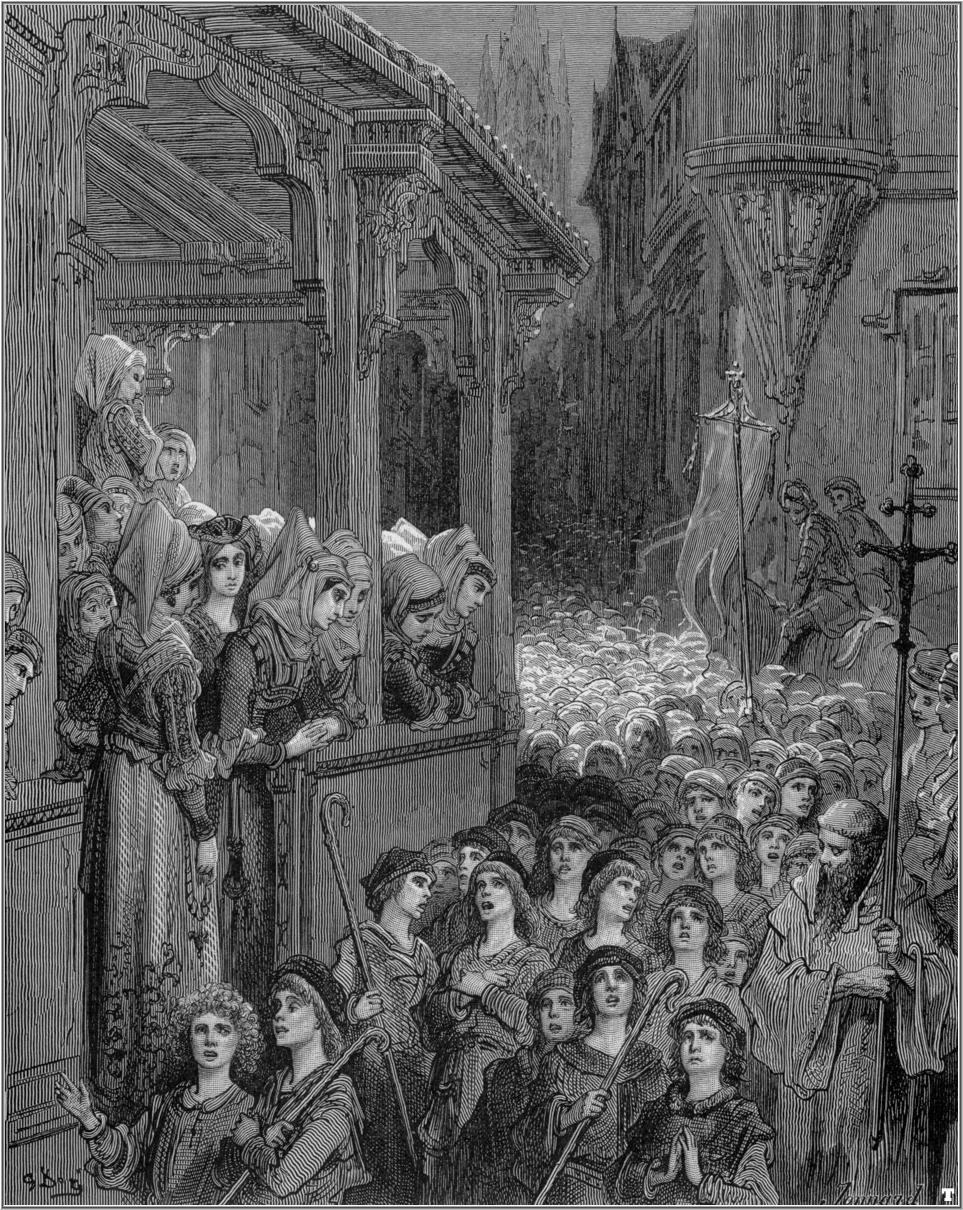
兒童十字軍，Gustave Doré 版画

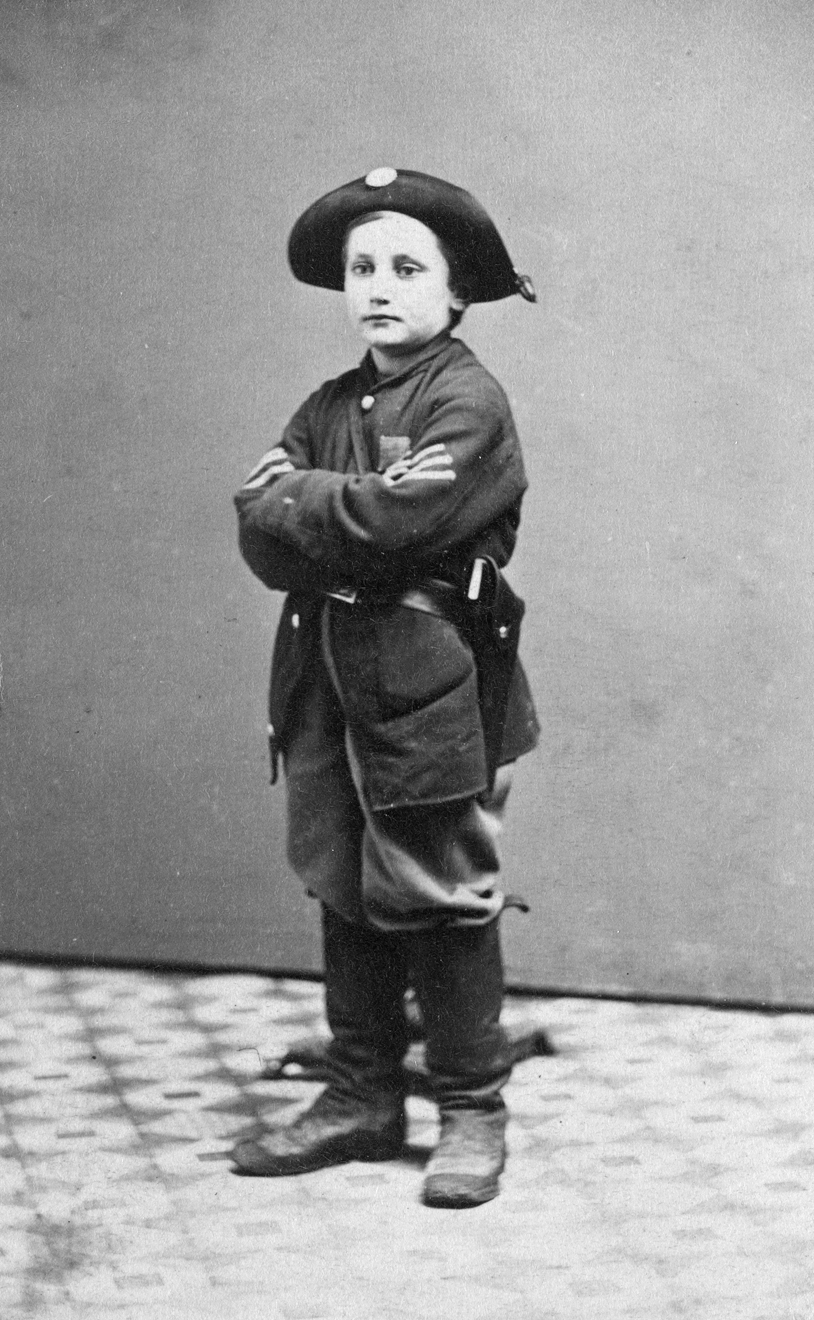
美国内战时期的童兵

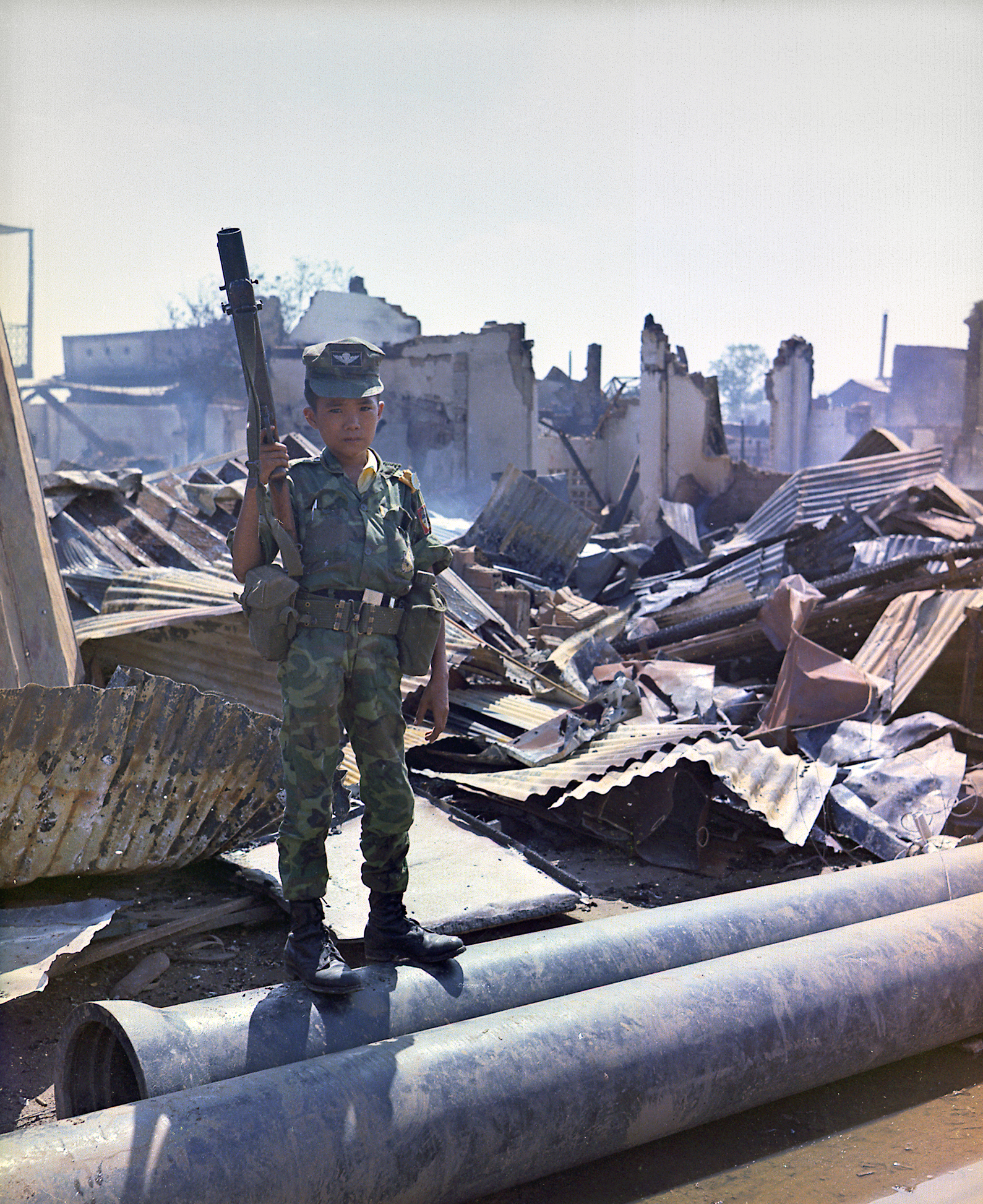
越南戰爭期間的童兵

世界歷史中，兒童廣泛涉及軍事戰役。未成年人涉及戰爭的記錄最早在中世紀前出現。在地中海流域的年轻人作為成年的武士的助手，通常負責駕駛馬車和攜帶盔甲。這例子也出現在聖經（例如大衛和國王索爾）裡、西臺和埃及藝術裡、希臘神話（例如海格力斯和海拉斯的故事），以及希臘哲學和文學。在實踐的古希臘作為男同性戀的部分正式化教育道統，男人/男孩聯繫起來被認為做一種特別有效的戰鬥力量，（參看底比斯聖隊）
歐洲在中世紀封建與宗教戰爭的時期，亦有兒童青少年參加戰爭的記錄。13世紀十字軍東征時，便有兒童十字軍的事蹟，但是否為史實仍有爭議。法國的聖女貞德，1429年第一次在英法百年戰爭中參加戰鬥時才17歲。
當國家處於長期戰爭或瀕臨戰爭的時候，當前線兵力耗盡，往往會強徵未成年人前往戰場。例如，二次世界大戰末期的中國、日本與當時仍在日治時期的台灣。
中國在神話歷史的時代裡，就有兒童參加戰爭的故事，例如在《封神演義》中，哪吒便是以兒童的形象，參與周文王討伐商紂的行列。進入信史之後，亦有年少即成為軍事指揮官的史例，例如漢朝名將霍去病，十六七歲時做了保衛皇帝安全的侍中官，十八歲時隨舅舅衛青出征。近代太平天國將領陳玉成，14歲時隨叔父陳承瑢參加金田起義，1854年陳在第二次攻破武昌的戰事中立功，升殿右三十檢點，並受命統陸軍後十三軍，水師前四軍。
近代中國的法律並不允许小孩參軍，但國共內戰時，國共雙方有相當多未滿18岁的未成年人入伍。1933年8月5日，中共在江西寧都組建少共國際師，平均年齡18歲，最小的僅14歲，全師約一萬餘人。而红小鬼则是一个对他们常见的称呼。贺龙的外甥向轩7岁（1933年）参军，9岁随部参加长征，曾是中国人民解放军总政治部确定的年龄最小的红军。

## 中国大陆
根据中华人民共和国兵役法，军士服现役的年龄不超过五十五周岁。在军队需要和本人自愿时，可以征集年满十七周岁未满十八周岁的公民服现役。军队院校可以从青年学生中招收学生(有官階去受訓的才能稱為學員，尚未授階的只能稱為學生)，不受年龄限制。

## 世界童兵

### 亚洲

#### 马来西亚
马来西亚法律规定的服役年龄为18岁至49岁。

#### 新加坡
新加坡服役年龄从17岁半开始。

#### 緬甸
2000年1月，緬甸一支以克倫族為主體的反政府游擊隊上帝軍，由兩位時年才12歲的雙胞胎兄弟─強尼·托和路瑟·托領導，襲擊泰國一間醫院，並挾持800位人質，事件平和收場後，上帝軍仍在緬甸境內流竄，直到2001年因無法抵擋緬甸政府軍圍剿，躲入泰國難民營，強尼·托和路瑟·托兄弟2006年向緬甸政府投降。

### 欧洲

#### 瑞士
瑞士国内规定的服役年龄为17岁至49岁。

#### 法国
法国征兵以17岁以上为标准。

## 国际法
1989年，联合国儿童权利公约第38条宣布：“各国应尽全力保证15岁以下公民不能直接参加任何军事武装活动。”然而，15至18岁的公民在作为士兵参战时仍属于弱势人群。2002年该公约附加议定书生效，规定“各国应尽全力保证15至18岁公民不直接参与任何军事武装活动，并不会被迫征召入伍。”此外，附加议定书还规定各国“应尽一切努力避免此种招募和使用，包括采取必要合法措施禁止并判定该种行为有罪。”同样，根据附加议定书，各国还被要求将其管辖权范围内的童兵复员，并为其身心恢复和融入社会提供帮助。
根据联合国关于在武装冲突和紧急情况下保护儿童和妇女的宣言，在战争、内乱、武装冲突以及其他紧急情况下，儿童和青少年同样受到保护。

### 国际人道法
根据1949年日内瓦公约第一附加议定书第77.2条，以及1977年提出的保护国际性武装冲突受难者：
冲突各方应采取一切可能措施，使十五岁以下的儿童不直接参加敌对行动，特别是不应征募其参加武装部队。冲突各方在征募十五岁以上但不满十八岁的人时，应尽力给予年岁最高的人以优先的考虑。
根据红十字国际委员会对该附加议定书的评论，很明显这并未对在冲突中使用儿童做完全的规定。红十字国际委员会曾建议使用冲突各方应“采取所有必要措施”描述，而在最后的文本中变为“采取一切可能措施”，表示其并未完全禁止招募童兵的做法，因为“可能”能够被理解为“能够做到”、“可能或在实际操作中”。禁止招募15岁以下儿童并未排除那些志愿参军的儿童。在协商中，“直接”一词被加入“参与作战”之中，这使儿童志愿者能够间接加入战斗、收集并传送军事信息、帮助转移武器和弹药以及补给品。
日内瓦公约第二附加议定书规定：“对未满十五岁的儿童不应征募其参加武装部队或集团，也不应准许其参加敌对行动”。
根据国际刑事法院罗马规约第8(2)(b)条，“征募不满十五岁的儿童加入武装部队或集团，或利用他们积极参加敌对行动”犯战争罪。

## 引用和注释
1. ↑  《贼情汇纂》卷七
2. ↑  .   [2016-05-18]. （原始内容存档于2017-03-05）.
3. ↑  . 新华网. 2006年8月11日  [2014-10-14]. （原始内容存档于2014-10-20） （简体中文）.
4. ↑  .   [2022-02-12]. （原始内容存档于2022-02-12）.
5. ↑  .   [2008-10-20]. （原始内容存档于2018-04-19）.